# Howard and Moore Complete Checklist of the Birds of the World
Howard and Moore Complete Checklist of the Birds of the World (littéralement "La liste complète des oiseaux du Monde par Howard et Moore") est un livre écrit par Richard Howard et Alick Moore. Comme son nom l'indique, cet ouvrage répertorie l'intégralité des espèces d'oiseaux connus. Il a la particularité d'être constitué d'un unique volume et d'intégrer les sous-espèces.

## Première édition
La première édition a été publiée en 1980

## Deuxième édition
La seconde édition a été publiée en 1991. Elle a été réimprimée en 1994 avec une annexe mentionnant 282 modifications. La couverture est une peinture de Martin Woodcock.

## Troisième édition
La troisième édition a été publiée en 2003.
L'arrêté du 10 août 2004, concernant principalement les conditions de détention d'animaux non domestiques, cite ce livre comme référence.

## Quatrième édition
La quatrième édition a été publiée en deux volumes en 2013 et 2014. Le premier volume (non-passereaux) a été édité par Edward C. Dickinson et James Van Remsen, Jr., alors que le second volume (passereaux) a été édité par Edward C. Dickinson et Les Christidis.